# Konståret 1992

## Händelser

### Okänt datum
- Herbert and Dorothy Vogel-samlingen ges till National Gallery of Art[1].
- Åbo yrkeshögskola etablerades genom sammanslagning av olika utbildningar.
- Torsten och Wanja Söderbergs pris instiftades.
- Den första väggdikten färdigställs i den holländska staden Leiden inom ramen för ett väggdiktsprojekt 1992–2005 på initiativ av de nederländska bildkonstnärerna Ben Walenkamp och Jan-Willem Bruins.

## Priser och utmärkelser
- Prins Eugen-medaljen tilldelas Pierre Olofsson, målare, Per Friberg, arkitekt, Torun Vivianna Bülow-Hübe, konsthantverkare, Richard Winther, dansk konstnär, och Mauno Hartman, finländsk skulptör.
- Grenville Davey tilldelades Turnerpriset.

## Verk
- Jack Vettriano – Den sjungande butlern

## Utställningar
- Edward Delaney på Royal Hibernian Academy.
- Richard Hamilton på Tate Gallery.
- Sol LeWitt målningar 1958–1992 på Gemeentemuseum Den Haag.
- Young British Artists på Saatchi Gallery

## Födda
- 29 januari – George Pocheptsov, amerikansk målare.
- 12 mars – Anna Pylypchuk, ukrainsk illustratör.

## Avlidna
- 16 januari – Åke Jönsson  (född 1921), svensk skulptör och tecknare.
- 3 mars – Carsten Regild (född 1941), svensk konstnär och reklammakare.
- 28 april – Francis Bacon (född 1909), brittisk-irländsk målare (död i Madrid).
- 17 maj – Elma Oijens (född 1907), svensk skulptör.
- 1 juli – Harald Gripe (född 1921), svensk konstnär och illustratör.
- 22 juli – David Wojnarowicz (född 1954), amerikansk målare, fotograf, författare och performancekonstnär.
- 26 juli – Vidar Forsberg (född 1921), svensk grafisk formgivare.
- 4 september – Fred Ockerse (född 19091), svensk konstnär.
- 25 september – César Manrique (född 1919), spansk konstnär och arkitekt.

### Fotnoter
1. ↑  ”The Dorothy and Herbert Vogel Collection: Fifty Works for Fifty States...”. National Gallery of Art. Arkiverad från originalet den 19 juli 2011. https://web.archive.org/web/20110719090831/http://www.nga.gov/press/2008/vogel50x50_a.shtm. Läst 19 juni 2009.